# Природний заповідник "Люпа"
Природний заповідник «Люпа» — лісовий заповідний поблизу села Добра на території гміни Сінява, у Переворському повіті Підкарпатського воєводства. Розташований на Тарногородському плато. Є частиною масиву Сінявських лісів, лісництво Вітольдівка.
- номер у воєводському реєстрі: 1
- площа заповідника: 4,23 гектари
- нормативна база: рішення Міністерства лісництва і лісового господарства M.P. 1953.30.387, тобто заповідник створений 1953 року.
- вид заповідника: лісовий
- предмет охорони: фрагмент характерного для цієї місцевості деревостану мішашого, зі старими деревами (140—180 років): ялиця біла (Abies alba), бук(Fagus silvatica), дуб (Quercus robur), сосна (Pinus sp.). Всього 11 важливих видів.

Деревостан заповідника нагадує прастару Сандомирську пущу. Деякі дерева мають навіть 200 років. Важливість заповідника підняла питання про розширення його площі до 20 га. Також обмежений рух автотранспорту по асфальтовій дорозі біля заповідника.